# Sawback Range
Sawback Range är ett berg i Kanada.   Det ligger i provinsen Alberta, i den centrala delen av landet, 3 000 km väster om huvudstaden Ottawa. Toppen på Sawback Range är 3 235 meter över havet.
Terrängen runt Sawback Range är kuperad österut, men västerut är den bergig. Trakten runt Sawback Range är nära nog obefolkad, med mindre än två invånare per kvadratkilometer.. Det finns inga samhällen i närheten.
Trakten runt Sawback Range består i huvudsak av gräsmarker.